# ロケハン。
『ロケハン。LocatioN HUNtiNg』は、2013年10月2日から12月26日まで放送されていた情報バラエティ番組。ROXY提供番組。

## 内容
アクティブなイマドキの子が週末に行きたくなるスポット（アウトドアスポーツを軸に）を出演者が身をもってロケハン。各スポットで撮影しロケハン。カタログを作成。

## 出演者

### レギュラー
- 女子会リーダー:マギー
- 女子会キャプテン:吉田夏海

### 準レギュラー・女子会サポーター
- ケリーアン
- 加治マヤ
- 大石参月
- 松本アキ

## 放送リスト
| 回 | 放送日         | テーマ                                 | 舞台       | サポーター | ゲスト           |
| -- | -------------- | -------------------------------------- | ---------- | ---------- | ---------------- |
| 1  | 2013年10月3日  | サーフィン女子会in湘南                 | 湘南       | ケリーアン | 今井華           |
| 2  | 2013年10月10日 | 健康美を手に入れる女子会(薬膳ヨガ)     | 湘南       | ケリーアン | May J.           |
| 3  | 2013年10月17日 | 美的カラダデザイン女子会(ボルタリング) | 横浜       | 加治マヤ   | 加賀美セイラ     |
| 4  | 2013年10月24日 | ゆるキビ女子会(キックボクシング)       | 横浜       | 加治マヤ   | 道端アンジェリカ |
| 5  | 2013年10月31日 | サーフトリップ女子会-リベンジ編-       | 九十九里   | 大石参月   | ラブリ           |
| 6  | 2013年11月7日  | サイクリング女子会                     | 房総エリア | 大石参月   | 秋元才加         |
| 7  | 2013年11月14日 | スノーボード女子会                     | 川崎市     | 松本アキ   | 中村アン         |

## スタッフ
- ナレーター:高野直子
- 構成:武田郁之輔、カツオ、吉田聡
- CA:磯野伸吾
- CAM:福浦俊介
- 音声:松橋利行
- 美術協力:テレビ東京アート
- 編集:安川修平(ザ・チューブ)、椎名広二(サウンドユニバース)
- MA:阿世知貴彦、柴田敏幸(ザ・チューブ)、河野賢一朗(日本VTRスタジオ)
- 音効:竹中幸治 (Nextry)
- タイトル・CG:アイヴィリックスタジオ
- スタイリスト:三枝桃子
- メイク:ロマイラ(今村友美、田中陽子)、AddictCase(粕谷ゆーすけ、荒木さき、SAM)、斎藤美紀(newshotel)、青山理恵(nude.)、吉崎沙世子(NAP)、堀川貴世、HIROKO(aiuare)、吉崎沙世子(NAP)
- 衣装協力:ROXY
- 撮影協力:湘南藤沢フィルム・コミッション
- 機材協力:キヤノンマーケティングジャパン
- AD:千葉亮太、入月祐斗
- 制作進行:名古屋宏明
- AP:小宮山文昭
- ディレクター:及川桂一、中川学、酒井甚哉、名古屋宏明、武田和之
- 演出:青木章浩
- プロデューサー:西崎修一
- 協力:プラチナムプロダクション
- 製作:極東電視台